# Carpathian Forest
Carpathian Forest (укр. Карпатський ліс) — норвезький блек-метал гурт заснований у 1990-му році.

## Історія
Колектив заснували в місті Ставангер, Норвегія, Р. Наттефрост та Дж. Нордавінд.
Колектив спершу мав назву Enthrone, а у 1992 змінив назву на Carpathian Forest.
Перше демо Bloodlust and Perversion було видано гуртом в 1992 році на касеті і отримало несподівано гарні відгуки слухачів. 1993 року гурт випускає своє друге демо Journey through the cold moors of Svarttjern. Цього ж року гурт укладає контракт з лейблом Avantgarde Music, на якому у 1995 році видають EP Through Chasm, Caves And Titan Woods, який можна виокремити як класику блек-металу. Після трьохрічної перерви у творчості, Carpathian Forest видає свій повноформатний альбом Black Shining Leather (1998) та презентує нового учасника — ударника Ларса Недланда (більш відомого як Lazare в Solefald і Borknagar). Альбом здобуває прихильність фанатів та преси. У 2000 році музиканти записують ще один альбом Strange Old Brew вже з новим складом — Tchort (гітара), Vrangsinn (бас) і А. Kobro (ударні). Наступний альбом Morbid Fascination of Death був виданий в наступному році, якраз тоді ж Нордавінд вирішив покинути гурт. Восени колектив гастролював разом з Behemoth і Khold. У 2002 році гурт випустив збірник We Go To Hell For This — Over the Decade of Perversions, у який увійшли живі пісні, нові треки і демо-трек. Вони також підписали контракт з Season Of Mist і почали запис нового альбому. Результатом став Defying the Throne of Evil, який видано у 2003 році. DVD We Go To to Hollywood For This побачив світ у 2004 році разом з новим альбомом компіляції Skjend Hans Lik.
Через два роки створено та видано ще один альбом Fuck You All!!!! Caput tuum in ano est з новим учасником Гораном Боманом (під ніком Blood Pervertor). Після чергових гастролей гурт покинув Врангсінн. Також у 2004 році Carpatian Forest запрошено до участі разом з Gorgoroth в Кракові, Польща. Концерт набув значного розголосу в історії Польщі, оскільки блек-метал шоу було заборонено місцевою владою за непристойність, наготу, насильство і сатанізм. Для учасників Carpathian forest все обійшлося без наслідків, а ось кілька учасників Gorgoroth були заарештовані після шоу.
У 2014 Tchort і Blood Pervertor оголосили про вихід з гурту, у зв'язку зі створенням нового гурту The 3rd Attempt.
У 2017 році колектив повністю змінює склад (окрім вокаліста Наттефроста) — Slakt стає бас-гітаристом, Audun сідає за барабани, а Diabolous та Erik Gamle стають новими гітаристами.
На квітень 2018 року заплановано вихід нового ЕР Likeim.

## Музика
Гурт грає класичний блек-метал, але у деяких піснях є атмосферні клавішні вставки, наприклад як у піснях «The Last Sigh Of Nostalgia» і «VI Apner Porten Til Helvete». На відміну від більшості інших black metal-гуртів, Carpathian Forest у ліриці використовують теми не тільки антихристиянства, зла і сатанізму, деякі пісні містять маніакальні фантазії (садомазохізм, самогубство, самокатування, некрофілія, канібалізм). Гурт зробив великий внесок у розвиток black metal як стилю. Творчість Carpathian Forest можна виокремити як true black metal і atmospheric black metal.

## Учасники

### Основний склад
- «Hellcommander» Nattefrost — вокал, гітара, аранджування, бас-гітара (з 1990)
- Slakt — бас-гітара (з 2017)
- Audun — ударні (з 2017)
- Diabolous — гітара (з 2017)
- Erik Gamle — гітара (з 2017)

### Колишні учасники
- Damnatus — бас-гітара(1992—1993)
- J. Nordavind — бас-гітара (1992, 1998), гітари, клавішні, бек-вокал (1992—2000)
- Lord Blackmangler — ударні (1992—1993)
- Lazare — ударні (1998—1999)
- Tchort — бас-гітара (1999—2009), гітари (1999—2009, 2012—2014)
- Vrangsinn — бас-гітара, клавішні, бек-вокал (1999—2014), гітари (2002)
- A. Kobro — ударні (1999—2014)
- Blood Pervertor — гітара, бек-вокал (2003—2014)

## Дискографія

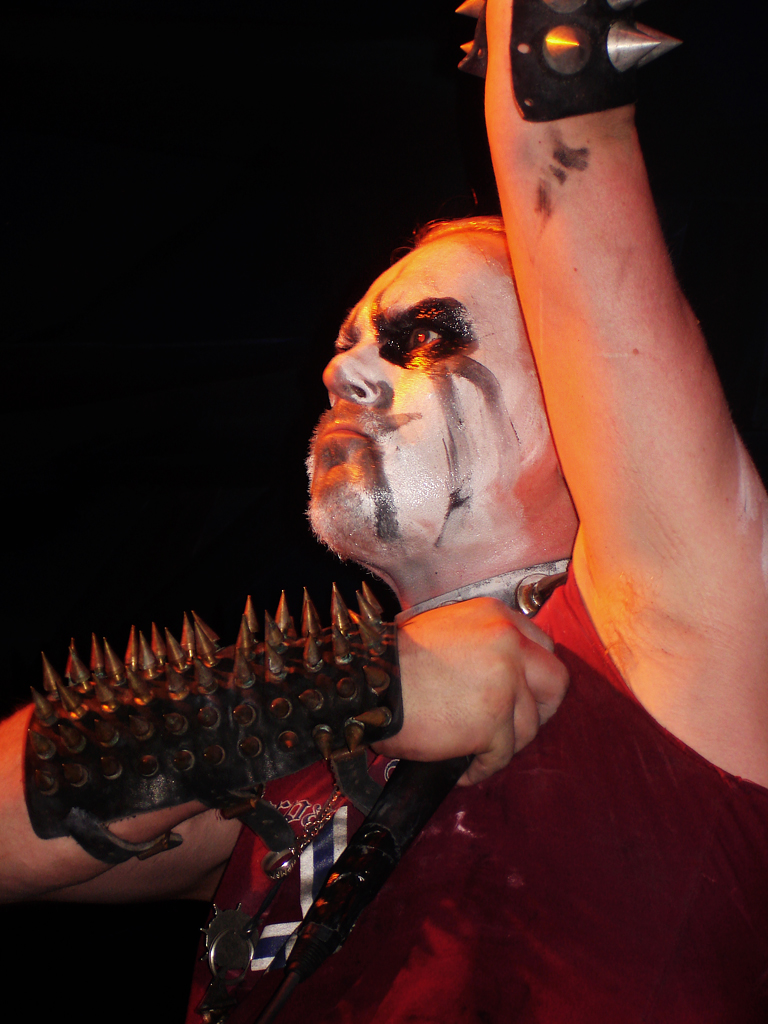
Hellcommander під час концерту у Людвігсбургу (2006)

### Альбоми
- Through Chasm, Caves and Titan Woods (EP, 1995)
- Black Shining Leather (1998)
- Strange Old Brew (2000)
- He's Turning Blue EP (2000)
- Morbid Fascination of Death (2001)
- Defending the Throne of Evil (2003)
- Fuck You All!!!! Caput tuum in ano est (2006)
- Strange Old Brew (2007)
- We Are Going To Hell For This — Over A Decade Of Perversion (2007)

### Компіляції
- Bloodlust and Perversion (1997)
- We're Going to Hell for This (2002)
- We're Going to Hollywood for This — Live Perversions (2004, DVD/video release)
- Skjend Hans Lik (2004)

### Демо
- Bloodlust & Perversion (1992)
- Journey through the Cold Moors of Svarttjern (1993)
- In These Trees Are My Gallows (1993)
- Rehearsal Tape (1993)

### Бутлеґи
- Live In Darkness
- Eternal Darkness